# Čepinski Martinci
Čepinski Martinci (1900-ig Martinci, 1991-ig Martinci Čepinski) falu Horvátországban, Eszék-Baranya megyében. Közigazgatásilag Csepinhez tartozik.

## Fekvése
Eszéktől 16 km-re délnyugatra, községközpontjától 8 km-re nyugatra, Szlavónia középső részén, a Szlavóniai-síkságon fekszik. Településrészei: Ađenica, Grabik Brođanački, Ivanjska Međa, Klenje és Travnjak.

## Története
A település területe már ősidők óta lakott. Ennek bizonyítéka a „Dubrava” nevű régészeti lelőhely, ahol több rétegben az őskortól a középkorig terjedő régészeti leletek kerültek elő.
Az itt feltárt házak körül tűzhelyek, hulladékgödrök és más földfelszín alatti objektumok, sírok és egyéb mozgatható leletek voltak. Többségben a bronzkori urnamezős kultúrához tartoztak, de az északi részen újkőkori objektumok és a középkori élet nyomai is megtalálhatók voltak. A település nevét a tőle délre álló, Szent Márton tiszteletére szentelt templomról kapta, melyet már a 14. században említenek a pápai tizedjegyzékben. A község honlapja szerint a település neve a 15. században Márkusfalva volt, Márkusfalvát azonban Csánki Dezső is a mai Markušicával azonosítja, melyet még 1697-ben is „Markusevecz” néven említenek. Így hát elmondható, hogy a középkori település bár létezett, nem azonosítható be egyértelműen a korabeli forrásokban szereplő településnevekkel.
A térség a mohácsi csata után került török kézre és a Pozsegai szandzsák része lett. Egy 1702-es leírás szerint a középkori templomot teljesen lerombolták és köveit a diakovári vár építéséhez használták fel. A török uralom idején 12 ház állt itt, majd hosszú ideig puszta volt. 1702-ben már újra lakott volt 19 házzal. Fából ácsolt templomát a 18. század végén említik. A település 1751-ig katonai igazgatás alatt állt, majd kamarai birtok volt. 1765-ben Mária Terézia szolgálataiért Adamovich I. Kapisztrán Jánosnak adományozta és a csepini uradalom része lett. Az új birtokokos képzett gazdálkodóként rögtön hozzálátott a környező mocsaras területek lecsapolásához. A kiszárított területeken új növényi kultúrákat, lent, kendert és dohányt honosított meg. 1803-ban új templomot építtetett Szent Márton tiszteletére. A terület fejlesztését unokája Adamovich II. Kapisztrán János folytatta gépek beszerzésével, új üzemek alapításával. 1830-ben a szerbek is felépítették Szent Györgynek szentelt templomukat.
A településnek 1857-ben 595, 1910-ben 755 lakosa volt. Verőce vármegye Eszéki járásának része volt. Az 1910-es népszámlálás adatai szerint lakosságának 31%-a horvát, 28%-a szerb, 18%-a magyar, 15%-a német anyanyelvű volt. Az első világháború után 1918-ban az új szerb-horvát-szlovén állam, majd később (1929-ben) Jugoszlávia része lett. A falu 1991-től a független Horvátországhoz tartozik. 1991-ben lakosságának 80%-a horvát, 12%-a szerb, 3%-a jugoszláv nemzetiségű volt. 2011-ben a falunak 663 lakosa volt.

## Lakossága
| Lakosság változása | Lakosság változása | Lakosság változása | Lakosság változása | Lakosság változása | Lakosság változása | Lakosság változása | Lakosság változása | Lakosság változása | Lakosság változása | Lakosság változása | Lakosság változása | Lakosság változása | Lakosság változása | Lakosság változása | Lakosság változása |
| ------------------ | ------------------ | ------------------ | ------------------ | ------------------ | ------------------ | ------------------ | ------------------ | ------------------ | ------------------ | ------------------ | ------------------ | ------------------ | ------------------ | ------------------ | ------------------ |
| 1857               | 1869               | 1880               | 1890               | 1900               | 1910               | 1921               | 1931               | 1948               | 1953               | 1961               | 1971               | 1981               | 1991               | 2001               | 2011               |
| 595                | 644                | 552                | 604                | 667                | 755                | 773                | 942                | 1.111              | 1.127              | 1.042              | 856                | 817                | 753                | 700                | 663                |

## Gazdaság
A helyi gazdaság alapja a földművelés és az állattartás.

## Nevezetességei
- Szent Márton tiszteletére szentelt római katolikus temploma 1803-ban épült.
- Szent György tiszteletére szentelt pravoszláv templomát 1830-ban építették.

## Kultúra
- KUD Čepinski Martinci kulturális és művészeti egyesület. Az egyesület évente megrendezésre kerülő kulturális és gasztronómiai eseménye a „Kukuruzijada” kukoricafesztivál.

## Oktatás
A településen a csepini Vladimir Nazor elemi iskola alsó tagozatos területi iskolája működik.

## Sport
- NK „Mladost” Čepinski Martinci labdarúgóklub.

## Egyesületek
- LD „Jastreb” vadásztársaság